# Ponte Bisantis
Il ponte Bisantis (denominazione ufficiale: Viadotto Bisantis, detto anche Ponte Morandi, Viadotto sulla Fiumarella o, in dialetto catanzarese, "U ponta 'e Catanzaru" o "U ponta subb'a Hjumareddha") è un ponte ad arco stradale e pedonale, composto da un'unica carreggiata e da 3 corsie, due in direzione SO e una in direzione NE, costruito su una sola arcata in calcestruzzo armato (C.A.), che collega il centro di Catanzaro con la Strada dei Due Mari (viale De Filippis, galleria del Sansinato) e con la periferia nord-ovest della città (quartieri Mater Domini e Gagliano), situati sul versante opposto della valle del torrente Fiumarella.
Costruito dalla Sogene su progetto dell'ing. Riccardo Morandi, all'epoca della realizzazione era il secondo ponte ad arco singolo in calcestruzzo armato in Europa e nel mondo per ampiezza della luce, dopo lo svedese Sandöbron. 

## Storia
Negli anni cinquanta, durante la presidenza di Fausto Bisantis (1948-1957), l'Amministrazione Provinciale di Catanzaro stabilì la costruzione di una via di accesso alla città dal versante occidentale che, superando la vallata della Fiumarella, collegasse la Strada dei Due Mari con il centro storico e con la Sila.
Nel 1958, in pieno periodo di boom economico, il nuovo presidente Aldo Ferrara (1958-1970) commissionò alla So.Ge.Ne di Roma, allora uno dei primi main contractor al mondo, la costruzione dell'opera d'arte, con un costo preventivato di due miliardi di lire, di cui circa la metà finanziato dalla Cassa del Mezzogiorno.
Il progettista incaricato prof. Riccardo Morandi, ingegnere e architetto, rispetto ad una prima ipotesi di un ponte a tre archi, decise di realizzarne uno in calcestruzzo armato, retto su un'unica grande arcata. Morandi evitò i previsti due piloni centrali di sostegno, oltre che per ragioni di economia, perché il terreno di fondazione sul fondo del vallone era di natura alluvionale, mentre quello delle pareti risultava di salda roccia.
Il viadotto fu inaugurato nel 1962, dopo soli tre anni dall'inizio dei lavori, dopo aver superato una imponente prova di carico a cui assistette gran parte dell'incredula cittadinanza catanzarese. Divenne subito il simbolo della città di Catanzaro.
Nel 1963 fu subito celebrato (assieme ad altri luoghi pittoreschi del catanzarese) nel cinema italiano comparendo in modo spettacolare in alcune scene del film La ballata dei mariti. 

Annullo filatelico con il logo Ponte50

Il 12 ottobre 2001 venne inaugurato l'impianto di illuminazione dell'arco, oggi spento, mentre nel 2002, in occasione del 40° dalla costruzione, il ponte fu dedicato alla memoria di Fausto Bisantis, divenuto poi senatore della Repubblica Italiana.
Nel 2012 Catanzaro ha celebrato il 50º del suo ponte con un importante Convegno ed una visitatissima Mostra storica, presso il Museo delle arti cittadino, con foto d'epoca e documenti originali. Nell'occasione, Poste italiane ha emesso uno speciale annullo filatelico.
Oggi, oltre che un monumento emblema e volano della trasformazione urbana della città, il ponte Bisantis è un fondamentale raccordo viario tra i versanti ovest (quartiere Gagliano), nord (Sila), sud (SS 280, quartiere Lido), centro storico (tunnel del San Giovanni, rotatoria Gualtieri, raccordo di via Carlo V) e, dal 2006, anche per il versante est (quartiere Siano).

## Caratteristiche
Il viadotto Bisantis è composto da:

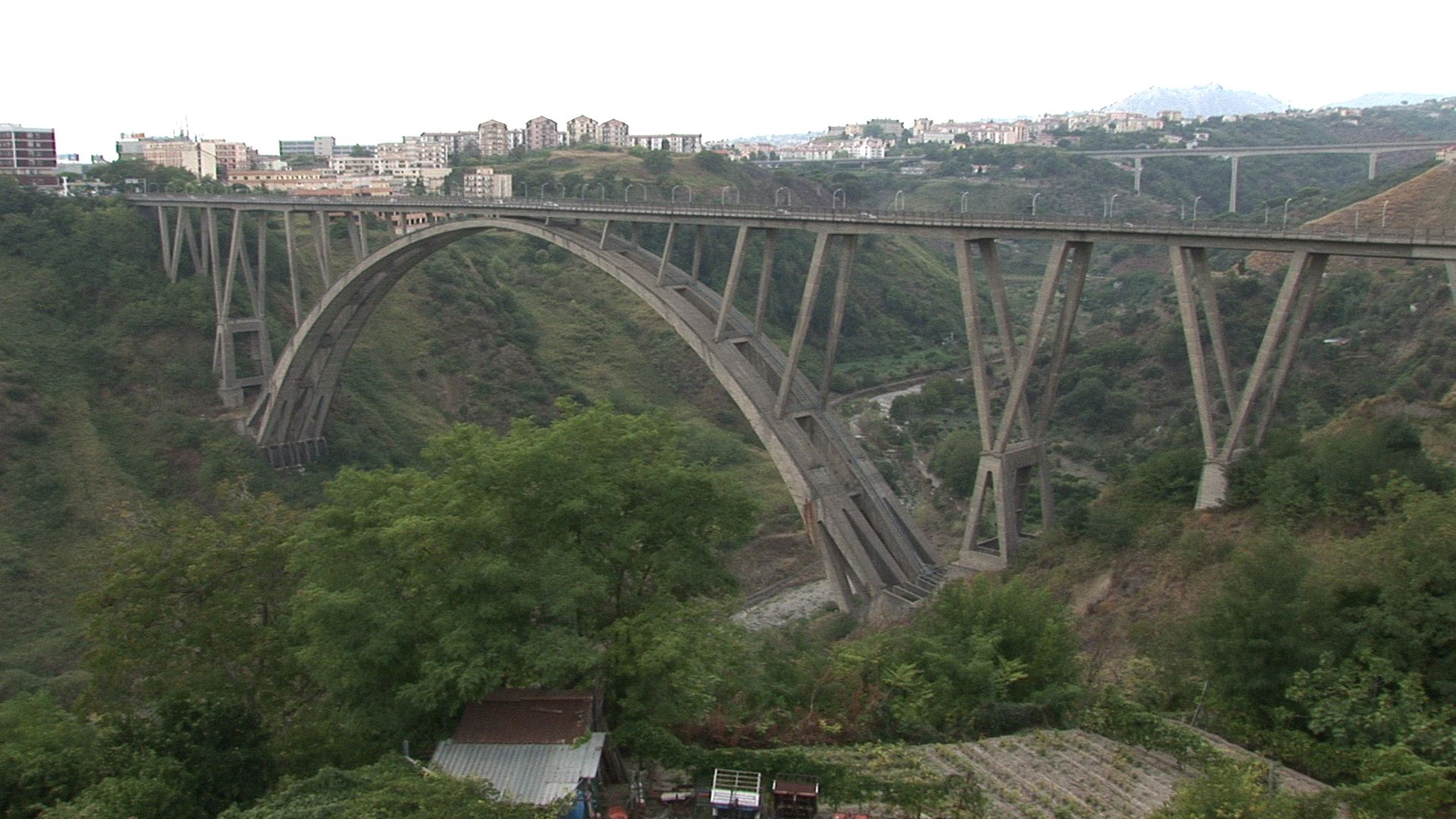
Veduta del ponte (sullo sfondo il quartiere Mater Domini, il viadotto della Tangenziale Ovest e il Monte Tiriolo)

- un arco incastrato, con vincoli rigidi, della luce di 231,00 m, della freccia teorica di 66,12 m, ribassamento 0,286 m, con sovrastante trave continua su ritti obliqui incastrati nell'arco;
- due accessi laterali su travi continue a piedritti obliqui, sorretti da fondazioni a terra;
- due elementi di transizione fra impalcato sull'arco e fuori arco costituiti da due portali a ritti obliqui che hanno anche la funzione di giunto per le deformazioni termiche.

Nonostante il grigio calcestruzzo "a vista", Morandi raggiunse con quest'opera ardita, sintesi delle soluzioni da lui adottate nei lavori precedenti, una notevole eleganza formale. Egli stesso la definisce: 
(Riccardo Morandi, "L'arco per il viadotto della Fiumarella presso Catanzaro", in: L'industria italiana del cemento, n.7 lug. 1961)
Unica deroga è l'uso dei "ritti", le stilate disposte con asse inclinato di 15°30' che irradiano dall'arco nelle due direzioni bilanciandone il profilo. Sono una "firma" tipica di Morandi, che li riteneva la particolarità fondamentale di questo progetto, come sostenne di fronte agli studenti di architettura dell'Università di Firenze: 
(Forma e Struttura dei Ponti, Compendio delle lezioni tenute presso le Facoltà di Architettura dell'Università di Firenze - A.A. Roma, Tip. E. Nicoletti, 1960)
L'arcata unica è interrotta in tre cerniere: una in chiave (dove risulta larga 10,50 m) e due all'imposta (dove la larghezza è 25 m).
La fibra media dell'arco, dello sviluppo di 274,76 m, è profilata secondo una curva polinomiale di 5º grado coincidente per il maggior numero possibile di punti con il poligono degli sforzi normali entro l'arco stesso per effetto del peso proprio, salvo alcuni punti di discontinuità di curvatura del poligono per effetto di carichi concentrati e correzioni volute dal Morandi per tenere conto delle deformazioni elastiche e plastiche.

## Costruzione

La centina dell'arco: ben visibili i tre cavalletti principali e l'imponente struttura di sostegno "a ventagli" in tubi d'acciaio

Il ponte è stato costruito dalla Sogene. Fino agli anni sessanta, l'uso del cemento armato per la costruzione di ponti ad arco aveva come punto debole l'elevato costo delle centine. Lo stesso Morandi aveva già trovato un geniale espediente sostitutivo, nella progettazione e realizzazione di due suoi ponti precedenti: la Passerella sul Torrente Lussia (Garfagnana, 1953) e il Paul Sauer Bridge, "gemello piccolo" del Bisantis (Sudafrica, 1953-1956). La tecnica consiste nel costruire i due semiarchi in posizione verticale incernierati sulle sponde opposte, per poi farli ruotare inclinandoli l'uno verso l'altro fino a farli congiungere in chiave, ossia al centro dell'arco. 
Diversi recenti ponti ad arco in C.A. in Cina sono stati costruiti con questa modalità, ma la soluzione che andrà affermandosi dagli anni ottanta sarà quella di costruire l'arco a sbalzo, sorreggendolo con stralli provvisori: una tecnica che permetterà di raggiungere luci ragguardevoli per gli archi, come per i due ponti di Veglia, che collegano dal 1980 alla terraferma l'omonima isola, con luci rispettivamente di 390 m e 244 m. Una modalità alternativa è quella di aggiungere a sbalzo segmenti in Cemento armato precompresso dell'arco fino a quando le due metà si incontrano in chiave.
Per realizzare il ponte di Catanzaro, Morandi usò invece una centina da record, unica e ultima del suo genere installata in Italia. Costruita dalla Dalmine-Innocenti, era per metà in calcestruzzo (5 stilate verticali, robusti cavalletti di cui i 3 centrali eretti nel vallone e alti quanto palazzi di 10 piani) e per metà in tubi d'acciaio Innocenti, (per l'appunto, disposti "a ventagli" dipartenti dai cavalletti e alti fino a 60 m). Al 1962 la centina del ponte di Catanzaro risultava la più grande costruita al mondo: alta 120 m, poteva resistere a raffiche di vento superiori ai 140 km/h. Per realizzarla vennero utilizzati 450 km di tubi di acciaio pesanti 2000 tonnellate totali e fissati tra loro con 245.000 giunti.
Delicatissima fu la fase dell'allineamento delle varie aste e il loro fissaggio, che richiese "una apposita squadra di montatori che sorvegliasse senza interruzione tutti i giunti della centina". Ma ancora più complessa fu l'operazione del getto del calcestruzzo per l'arco, o meglio per le sue sponde, visto che all'interno esso è quasi totalmente cavo, altrimenti nessuna centina ne avrebbe potuto reggere il peso. Tale operazione durò dal 5 dicembre 1960 fino al 1º marzo 1961, con due turni giornalieri di 10 ore e fu molto delicata soprattutto "per aver dovuto evitare che deformazioni anche anormali inducessero nella struttura distorsioni". 
Curiosità: il calcestruzzo usato conteneva "ghiaia silicea di Catanzaro Lido, sabbia granitica del fiume Alli e cemento della cementeria di Catanzaro".
All'atto del disarmo della centina, l'arco si abbassò in chiave di circa 75 mm, contro i 100 mm previsti. Fu storicamente la prima volta che un arco di tali dimensioni non crollò al momento del disarmo.

## Primati
Confrontando i dati reperibili su alcuni siti specializzati, possiamo stabilire le seguenti posizioni del Ponte Bisantis:
Tra tutti i ponti ad arco, costruiti in C.A. e/o acciaio:
- oggi, per luce: 
  - 22º in Europa (il 1º è il Krk bridge I)
  - fuori dai primi 100 nel mondo
- nel 1962, per luce:
  - 6º in Europa
  - 16º nel mondo.

Tra i soli ponti ad arco costruiti in C.A.:
- nel 1962: 
  - 1º nel mondo per altezza
  - 1º nel mondo con luce superiore a 200 m che non ha ceduto all'atto del disarmo
  - 1º nel mondo per altezza della centina (oltre 120 m)
  - 2º nel mondo per luce (il 1º con 264 m è il Sandöbron)
- oggi: 
  - 3º in Europa per altezza (dopo il Pont du Gueuroz e il Ponte di Los Tilos)
  - 11º in Europa per luce
  - 1º (e unico) in Italia per luce, altezza e lunghezza.

Quest'ultimo è probabilmente il primato più notevole del ponte Bisantis.

## Galleria d'immagini

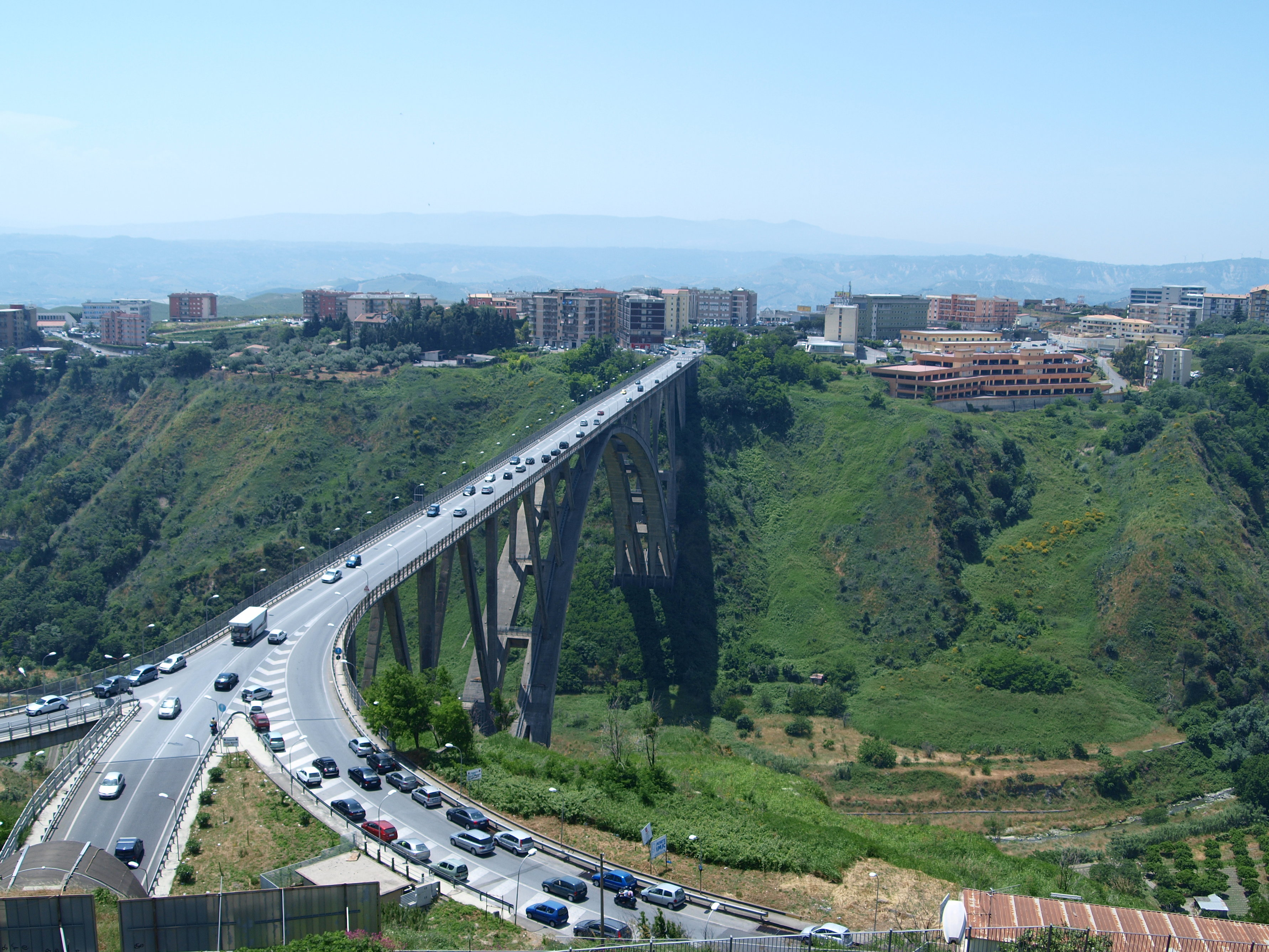
Ponte Bisantis - veduta da Complesso Monumentale S. Giovanni
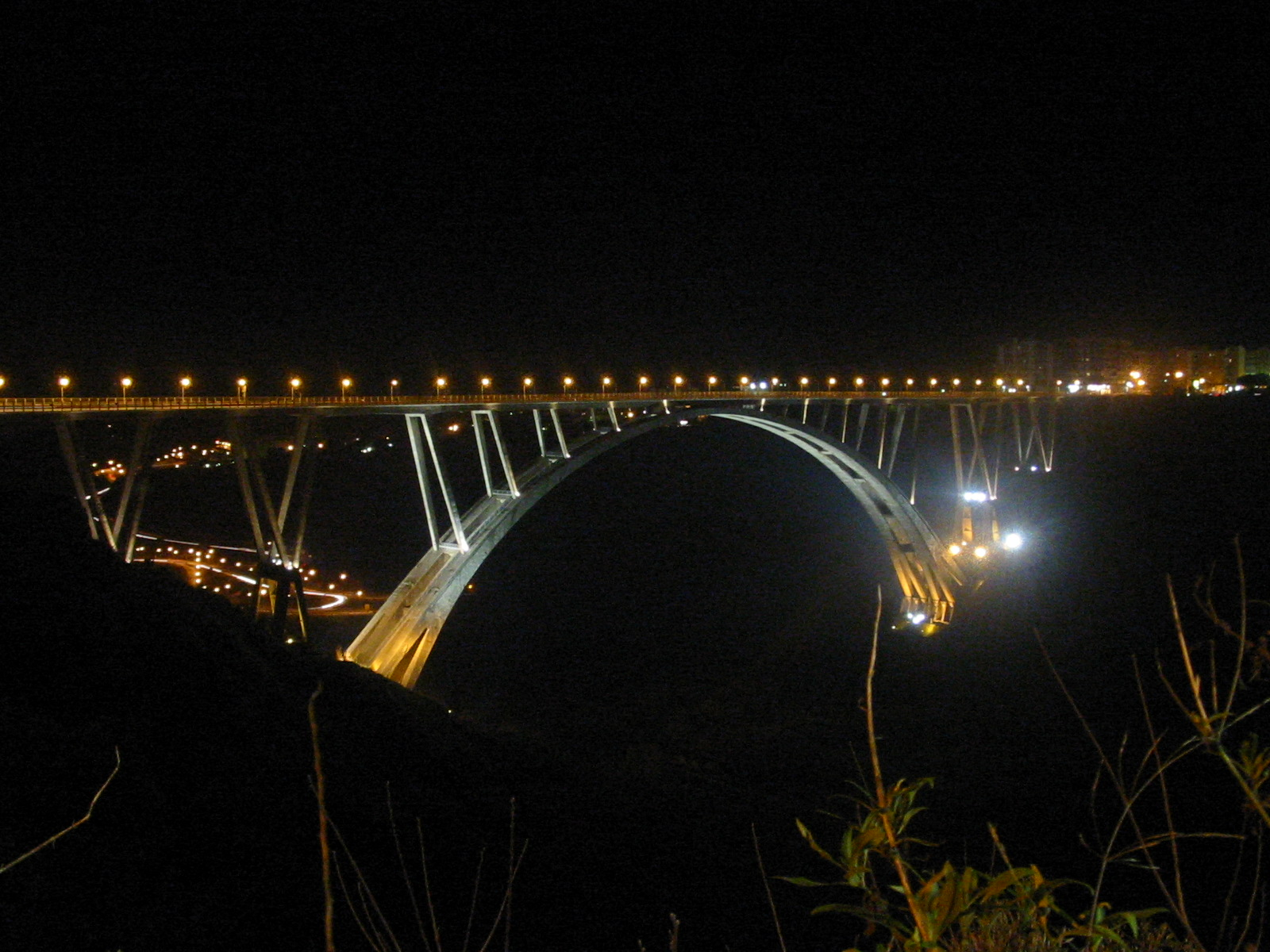
Ponte Bisantis - veduta notturna
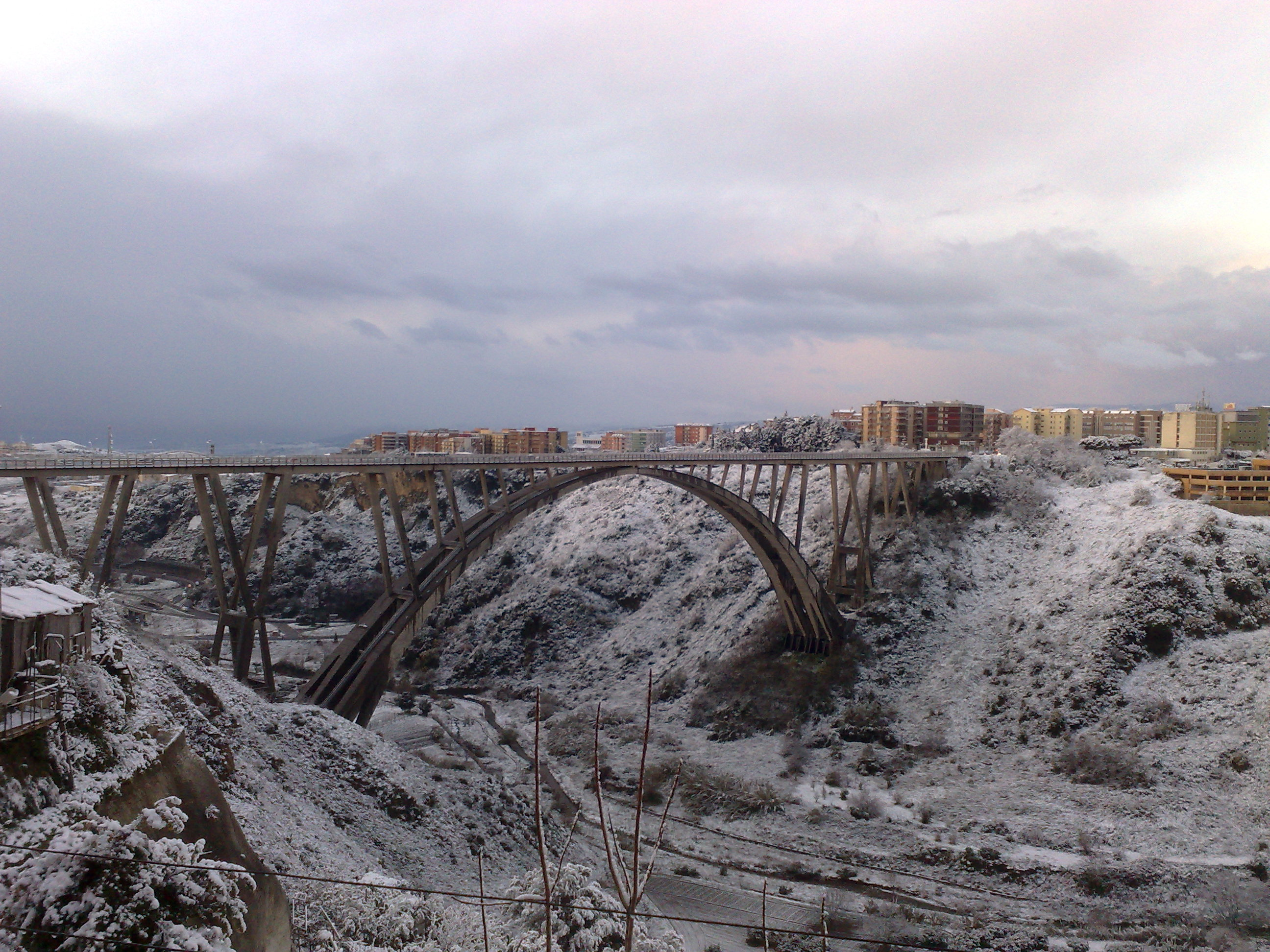
Ponte Bisantis innevato